# Austromuellera valida
Austromuellera valida là một loài thực vật có hoa trong họ Quắn hoa. Đây là loài đặc hữu của vùng đông bắc Queensland, Úc. Loài này được B.Hyland miêu tả khoa học đầu tiên năm 1999 trong loạt bài Flora of Australia (Tập 17B, Proteaceae).

## Mô tả
Các lá chủ yếu đơn giản, đôi khi có thùy, phiến lá dài 7–10 cm, rộng 5,5–8 cm, có cuống lá dài 5,5–9 cm. Chồi non được bao phủ dày đặc bởi những sợi lông màu nâu gỉ. Những bông hoa mọc thành chùm dài 17–30 cm. Quả dài 10–15 cm.